# Велешевець
Велешевець (хорв. Veleševec) — населений пункт у Хорватії, у Загребській жупанії у складі громади Орле.

## Населення
Населення за даними перепису 2011 року становило 430 осіб.
Динаміка чисельності населення поселення:

## Клімат
Середня річна температура становить 10,81 °C, середня максимальна – 25,26 °C, а середня мінімальна – -6,20 °C. Середня річна кількість опадів – 873 мм.
| Клімат поселення                              | Клімат поселення | Клімат поселення | Клімат поселення | Клімат поселення | Клімат поселення | Клімат поселення | Клімат поселення | Клімат поселення | Клімат поселення | Клімат поселення | Клімат поселення | Клімат поселення | Клімат поселення |
| Показник                                      | Січ.             | Лют.             | Бер.             | Квіт.            | Трав.            | Черв.            | Лип.             | Серп.            | Вер.             | Жовт.            | Лист.            | Груд.            |                  |
| Середній максимум, °C                         | 6,48             | 8,49             | 13,08            | 17,62            | 22,36            | 25,26            | 24,35            | 23,64            | 19,94            | 14,81            | 9,15             | 5,17             |                  |
| Середня температура, °C                       | 0,14             | 2,18             | 6,74             | 11,28            | 16,02            | 18,95            | 20,58            | 19,86            | 16,15            | 11,04            | 5,38             | 1,39             |                  |
| Середній мінімум, °C                          | −6,2             | −4,18            | 0,42             | 4,94             | 9,69             | 12,59            | 16,81            | 16,09            | 12,38            | 7,26             | 1,61             | −2,38            |                  |
| Норма опадів, мм                              | 52               | 49               | 59               | 68               | 77               | 90               | 78               | 84               | 81               | 83               | 87               | 65               |                  |
| Середньомісячна швидкість вітру, м/с          | 1.80             | 2.00             | 2.40             | 2.30             | 2.10             | 1.91             | 1.90             | 1.70             | 1.70             | 1.80             | 1.86             | 1.84             |                  |
| Середньомісячна сонячна радіація, кДж/м²·день | 4173             | 6923             | 10573            | 15115            | 19244            | 21375            | 22201            | 19456            | 14339            | 8806             | 4596             | 3371             |                  |
| --------------------------------------------- | ---------------- | ---------------- | ---------------- | ---------------- | ---------------- | ---------------- | ---------------- | ---------------- | ---------------- | ---------------- | ---------------- | ---------------- | ---------------- |
| Джерело:                                      |                  |                  |                  |                  |                  |                  |                  |                  |                  |                  |                  |                  |                  |